# Baby I Love U!
Baby I Love U! (auch geschrieben als Baby I ♥ U!) ist ein Lied von der US-amerikanischen Sängerin Jennifer Lopez. Das Lied wurde von ihr, Cory Rooney, Dan Shea und John Barry geschrieben und von Cory Rooney und Dan Shea produziert. Das Lied erschien auf Lopez drittem Musikalbum This Is Me... Then (2002) wo das Lied im Frühling 2004 als vierte und letzte Single veröffentlicht wurde. In den Vereinigten Staaten war das Lied eines der erfolglosesten in Lopez’ Karriere und erreichte nur Platz 72 in den Billboard Hot 100, jedoch debütierte das Lied im Vereinigten Königreich direkt auf Platz 3 der britischen Charts (hinter DJ Caspers Cha Cha Slide und Britney Spears Toxic). Später erreichte das Lied in Großbritannien Platz 56 der „bestverkauften Singles des Jahres 2004“, mit rund 80.000 verkauften Exemplaren. Das Lied enthält eine Interpolation von John Barrys Lied Midnight Cowboy aus dem Jahre 1969, dem Titellied zum gleichnamigen Film.
Es erschien auch eine Remixversion des Liedes mit den amerikanischen R&B-Sänger R. Kelly, welche einen kleinen Erfolg in den amerikanischen Urban-Charts auslöste, aber letztlich nicht offiziell veröffentlicht wurde. Die Remixversion erschien im Jahre 2003 auf der Bonus-CD zur DVD The Reel Me.

## Musikvideo
Die Regie zum Musikvideo führte Meiert Avis. Das Musikvideo enthält Ausschnitte aus Lopez Film Liebe mit Risiko – Gigli aus dem Jahr 2003. Das Musikvideo wurde oft auf MTV und VH1 ausgestrahlt, bis der Kinotitel zum Verkaufsschlager wurde. Das Musikvideo wurde dann durch ein anderes Musikvideo ersetzt, das ebenfalls für das Lied gedreht wurde und nichts mit dem Film zu tun hat.
Das Musikvideo zeigt Lopez in luftiger Joggingkleidung, sie flirtet mit der Kamera und singt zum Ende hin auf einem Bett, in dem sie sich zärtlich herumräkelt. Laut Lopez auf The Reel Me, sollte das Musikvideo „Licht, Freude und Sonnenschein“ ausstrahlen.

## Chartplatzierungen
| ChartsChartplatzierungen       | Höchstplatzierung | Wochen |
| ------------------------------ | ----------------- | ------ |
| Vereinigte Staaten (Billboard) | 72 (4 Wo.)        | 4      |
| Vereinigtes Königreich (OCC)   | 3 (11 Wo.)        | 11     |